# Schwenheim
Schwenheim (deutsch Schweinheim) ist eine französische Gemeinde  mit 743 Einwohnern (Stand 1. Januar 2021) im Département Bas-Rhin in der Region Grand Est (bis 2015 Elsass).
Bis zum 19. Juli 1953 hieß der Ort „Schweinheim“. Die Nachbargemeinden sind Furchhausen im Osten, Wolschheim im Südosten, Lochwiller im Süden, Marmoutier im Südosten und Otterswiller im Nordosten.

## Geschichte und Bevölkerungsentwicklung
Die Geschichte Schwenheims ist auch heute noch weitgehend unerforscht. Originalurkunden aus dem frühen Mittelalter sind noch nicht gefunden worden. Die im 18. Jahrhundert entstandene "Kopie" einer "Urkunde" von 724, nach der Schwenheim schon damals im Besitz des Klosters Maursmünster gewesen sein soll, ist eine "Fälschung nach echter Vorlage" (MGH DD Merov 186). Dagegen gilt der Eintrag eines Guts in Schwenheim in der "Charta bonorum Mauri Monasterii", datiert auf 900, überliefert nur in einer Abschrift von 1120, als echt (Regnum Francorum online Marmoutier o.Nr.). Schwenheim kam also zwischen 724 und 900 in den Besitz des Klosters Maursmünster. Über den Verbleib dieses Besitzes ist bisher nichts bekannt.
| 1962 | 1968 | 1975 | 1982 | 1990 | 1999 | 2006 | 2012 | 2014 |
| ---- | ---- | ---- | ---- | ---- | ---- | ---- | ---- | ---- |
| 586  | 594  | 587  | 562  | 568  | 628  | 684  | 702  | 752  |

## GSiehe auch
- Liste der Monuments historiques in Schwenheim